# Scina rattrayi
Scina rattrayi är en kräftdjursart som beskrevs av Stebbing 1895. Scina rattrayi ingår i släktet Scina och familjen Scinidae. Inga underarter finns listade i Catalogue of Life.